# Oenanthe globosa
Oenanthe globosa är en flockblommig växtart som beskrevs av John Hill. Oenanthe globosa ingår i släktet stäkror, och familjen flockblommiga växter. Inga underarter finns listade i Catalogue of Life.